# Línea 3 (Metro de Charleroi)
La línea 3 del Metro de Charleroi es una línea que une la estación de Faubourg de Bruxelles con la de Sud, volviendo después hasta la estación de Faubourg de Bruxelles. En términos geográficos, une el norte de la aglomeración de Charleroi con el centro de la ciudad.

## Historia

### Tramways Vicinaux
La línea conocida entonces como ligne 62 des Tramways Vicinaux dejó de dar servicio el 4 de abril de 1988, conectando Charleroi y Gosselies. Se sustituyó el servicio por uno de autobús con el mismo recorrido. Actualmente, las vías de la línea sirven de acceso al depósito de Jumet.

### Conversión en metro
Durante la primera década del siglo XXI, el ya TEC concentra sus esfuerzos en la conclusión del bucle central de Charleroi. Además, se pretendió reabrir la antigua vía, retransformada, en plataforma propia.

### Reorganización de 2012
En 2008 comienzan las obras para cerrar el bucle del centro de Charleroi, lo que daría continuidad y sentido a la red de metro. Estas finalizaron en enero de 2012, por lo que el 27 de febrero de ese mismo año, se reorganizó la red, creándose la denominación  tan sólo para el bucle central, dado que la "antena" casi estaba acabada.
El 22 de junio de 2013 se inauguró la línea en toda su extensión.

## Recorrido
La línea  comienza su recorrido en el Faubourg de Bruxelles, municipio de Charleroi. Aquí se sitúa la estación homónima. La línea se introduce en la rue Chemin de Fer, dando servicio a las estaciones Rue du Chemin de Fer y Émailleries. Pasa después a la rue des Émailleries, con las estaciones City Nord y Chaussée de Fleurus. Acto seguido, se adentra en una vía íntegramente destinada para juntarse con la rama en dirección de Gosselies a la altura de la estación Carrosse. 
Tras incorporarse a la carretera  N5  y pasar por debajo de la autovía  A54 , llega a la estación Madeleine. Continuando por la chaussée de Bruxelles, para en las estaciones de Berteaux, Chaussée de Gilly, Puissant, Saint-Antoine, Marie Curie, Dechassis, La Planche y Sacré Madame, acercándose cada vez más al centro de la ciudad.
Inmediatamente después de esta última, se encuentra el empalme con la "antena" a Anderlues, de donde provienen las líneas  y . En un nuevo viaducto se encuentra la estación Piges.
El final del viaducto de Piges, sobre las vías de la SNCB, marca la entrada de las tres líneas en el bucle central. La  entra en el túnel dirección norte, hacia la estación Beaux-Arts. Siguiendo hacia el este, están la estaciones Waterloo, Janson y Parc. A continuación, la línea abandona el túnel y sube a la superficie para parar en la estación Tirou. Vuelve después bajo tierra para la de Sud, también junto a la estación homónima de la SNCB. Continúa hacia las de Villlette y Ouest, también con conexión con la SNCB. Aquí, la línea abandona el bucle y vuelve a la estación Piges, en dirección Gosselies.
Tras parar en la estación Carrosse, la línea toma la rue de Jumet, contrariamente a la ida. Después se introduce en la rue Léopold, dando servicio a las estaciones Carrosse y Léopold. En el Faubourg de Bruxelles, pasa por las estaciones Calvaire y Bruyère, antes de llegar a Faubourg de Bruxelles.

### Correspondencias
- entre Piges y Waterloo
- entre Piges y Waterloo
- entre Waterloo y Beaux-Arts

- en Ouest y Sud
- en Sud
- en Sud
- en Sud
- en Sud

## Estaciones
|  |   |   |   |  | Estación              | Municipio               | Correspondencia                                                                          |  |
|  | - | - | - |  | --------------------- | ----------------------- | ---------------------------------------------------------------------------------------- |  |
|  |   | ■ |   |  | Faubourg de Bruxelles | Gosselies (Charleroi)   | 60 365                                                                                   |  |
|  | ∨ |   |   |  | Rue du Chemin de Fer  | Gosselies (Charleroi)   |                                                                                          |  |
|  | ∨ |   |   |  | Émailleries           | Gosselies (Charleroi)   |                                                                                          |  |
|  | ∨ |   |   |  | City Nord             | Gosselies (Charleroi)   | 28 50                                                                                    |  |
|  | ∨ |   |   |  | Chaussée de Fleurus   | Gosselies (Charleroi)   | 28 50                                                                                    |  |
|  |   |   | ∧ |  | Bruyère               | Gosselies (Charleroi)   |                                                                                          |  |
|  |   |   | ∧ |  | Calvaire              | Gosselies (Charleroi)   | 28 41 60 61 63 64 65 86 163 365                                                          |  |
|  |   |   | ∧ |  | Léopold               | Gosselies (Charleroi)   | 41 60 61 63 64 65 86 163 365                                                             |  |
|  |   | ■ |   |  | Carrosse              | Gosselies (Charleroi)   | 41 60 61 63 64 65 86 163 365                                                             |  |
|  |   | ■ |   |  | Madeleine             | Jumet (Charleroi)       | 11 28 41 50 60 61 62 63 64 65 67 68 163 365                                              |  |
|  |   | ■ |   |  | Berteaux              | Jumet (Charleroi)       | 67                                                                                       |  |
|  |   | ■ |   |  | Chaussée de Gilly     | Jumet (Charleroi)       | 67                                                                                       |  |
|  |   | ■ |   |  | Puissant              | Jumet (Charleroi)       | 172                                                                                      |  |
|  |   | ■ |   |  | Saint-Antoine         | Jumet (Charleroi)       | 172                                                                                      |  |
|  |   | ■ |   |  | Marie Curie           | Lodelinsart (Charleroi) | 50 172                                                                                   |  |
|  |   | ■ |   |  | Dechassis             | Lodelinsart (Charleroi) |                                                                                          |  |
|  |   | ■ |   |  | La Planche            | Dampremy (Charleroi)    |                                                                                          |  |
|  |   | ■ |   |  | Sacré Madame          | Dampremy (Charleroi)    |                                                                                          |  |
|  |   | ■ |   |  | Piges                 | Dampremy (Charleroi)    |                                                                                          |  |
|  |   | ■ |   |  | Beaux-Arts            | Charleroi               | 41 50 154 710 CITY MIDO                                                                  |  |
|  | ∨ |   |   |  | Waterloo              | Charleroi               |                                                                                          |  |
|  | ∨ |   |   |  | Janson                | Charleroi               | 154 158 CITY                                                                             |  |
|  | ∨ |   |   |  | Parc                  | Charleroi               | 1 3 25 35                                                                                |  |
|  | ∨ |   |   |  | Tirou                 | Charleroi               | 1 3 18 25 35 138 451 CITY                                                                |  |
|  | ∨ |   |   |  | Sud                   | Charleroi               | 1 3 13 14 18 19 20 21 25 35 43 52 68 70 71 83 85 86 109 138 170 173 451 A BRUY CERI CITY |  |
|  |   |   | ∧ |  | Ouest                 | Charleroi               | 41 53 85 86 MIDO                                                                         |  |
|  |   |   | ∧ |  | Villette              | Charleroi               | 43 83 85 CITY                                                                            |  |

## Explotación de la línea

### Frecuencias
| Días                       | Primer tren | Primer tren | Último tren | Último tren | Frecuencias |
| Días                       | Faubourg    | Sud         | Sud         | Faubourg    | Frecuencias |
| -------------------------- | ----------- | ----------- | ----------- | ----------- | ----------- |
| Lunes a Viernes (invierno) | 04:37       | 05:00       | 19:41       | 20:12       | 10'         |
| Lunes a Viernes (verano)   | 04:37       | 05:00       | 19:41       | 20:12       | 15'         |
| Sábados                    | 05:06       | 05:40       | 19:56       | 20:27       | 15'         |
| Domingos y Festivos        | 05:10       | 05:40       | 19:41       | 20.09       | 20'         |

## Futuro
No hay ninguna actuación prevista por ahora en esta línea.